# Juli 2008
| Juli 2008 |
| Månader under 2008: Januari · Februari · Mars · April · Maj · Juni · Juli · Augusti · September · Oktober · November · December ← December 2007 · Januari 2009 → |

## Händelser
- Ingrid Betancourt fritas från FARC-gerillan som hållit henne fången i sex och ett halvt år.  (2 juli 2008)
- Biologiska Museet, Stockholm är nära att drabbas av en katastrof när en anlagd brand utbryter. (5 juli 2008)
- Den tidigare bosnienserbiske ledaren Radovan Karadžić grips i Belgrad.[1] (21 juli 2008)
- Carlos Sastre från Spanien vinner cykelloppet Tour de France (27 juli)

### Fotnoter
1. ↑  Karin Holmberg,  Tobias Österberg (21 juli 2008). ”Karadžić gripen”. Aftonbladet. http://www.aftonbladet.se/nyheter/article11468082.ab. Läst 11 september 2016.